# (200017) 2007 MC12
(200017) 2007 MC12 es un asteroide perteneciente al cinturón de asteroides, descubierto el 21 de junio de 2007 por el equipo del Mount Lemmon Survey desde el Observatorio del Monte Lemmon, Arizona, Estados Unidos.

## Designación y nombre
Designado provisionalmente como 2007 MC12.

## Características orbitales
2007 MC12 está situado a una distancia media del Sol de 2,877 ua, pudiendo alejarse hasta 3,000 ua y acercarse hasta 2,753 ua. Su excentricidad es 0,042 y la inclinación orbital 1,806 grados. Emplea 1782,80 días en completar una órbita alrededor del Sol.

## Características físicas
La magnitud absoluta de 2007 MC12 es 16,5.